# Пљескавица
Пљескавица је јело од млевеног меса печено на роштиљу. Врло је популарна у земљама централног и источног Балкана, конкретно у Србији, Црној Гори, Босни и Херцеговини, Северној Македонији гдје се може наручити дословце у сваком насељеном месту, али се популарност проширила и на друге земље Европе где балкански народи живе, нарочито у Аустрији и Немачкој.
У Србији је позната лесковачка пљескавица, као део традиционалног лесковачког роштиља. По обичају је љуто зачињена а спрема се од мешаног меса или чисте говедине (јунетине). Лесковачко роштиљ-месо је 2007. године постало заштићени српски бренд а сертификат је добило и од Српског института за јавну дипломатију са седиштем у Бриселу и Паризу.
Начин припреме варира од локације где је пљескавица популарна.
Пре гриловања, млевено месо се често меша са исецканим црним луком, љутим папричицама, бибером и другим зачинима. Када је готова, традиционално се служи уз сецкани црни лук или на кајмаку, а у новије време и уз помфрит. Као улична храна, пљескавица може бити послужена у сомуну уз разноврсне прилоге попут лука, кајмака, купуса, кечапа, мајонеза, сенфа као и са било којим повртњим адитивом попут краставаца, парадајза или зелене салате.

## Врсте
Врсте пљескавица зависе од локације где су спремане. На основу тога добијају и своје име. Упркос томе, пљескавица остаје заштићени српски бренд.
Традиционално и оригинално, у Србији пљескавица се прави од говеђе плећке, свињског врата и овчије потрбушине. На селима, где се људи баве сточарством, пљескавица се прави приликом прослава, гозби или весеља. Лук или бели лук се не стављају у традиционалну пљескавицу.
Током '60., '70., '80. и '90. година прошлог века представљало је главну врсту брзе хране на свим већим локацијама Србије. Најпопуларније продавана пљескавица је Гурманска пљескавица која садржи качкаваљ и сланину или шунку заједно с ситно исецканим љутим паприкама, односно Лесковачка пљескавица по којој се поспе љута папричица.
У Босни и Херцеговини пљескавица се већином прави искључиво од говедине, обзиром да муслиманска заједница не једе свињетину, док у Хрватској пљескавица се прави од уобичајених састојака од којих су главни говедина, свињетина и овчетина.
У балканском региону пљескавица се спрема на основу личног укуса с адитивима сопственог избора. Сматра се одличним оброком који засити човека и многим људима представља омиљено јело.